# Eucalyptus occidentalis
Eucalyptus occidentalis är en myrtenväxtart som beskrevs av Stephan Ladislaus Endlicher. Eucalyptus occidentalis ingår i släktet Eucalyptus och familjen myrtenväxter. Inga underarter finns listade i Catalogue of Life.